# Hiša Albrechta Dürerja
Hiša Albrechta Dürerja stoji v starem mestnem jedru Nürnberga in je bila zgrajena okoli leta 1420. V njej je živel in delal Albrecht Dürer od 1509 do svoje smrti leta 1528. V njej je živel s svojo ženo, mamo in številnimi vajenci, pomočniki in služabniki. Hiša je zdaj muzej in skupaj z grafično zbirko spada v sklop mestnih muzejev (Museen der Stadt Nürnberg).

## Hiša
Najstarejši tram v hiši na vogalu nekdanje Zisselgasse na trgu pred Tiergärtner Tor je dendrokronološko datiran v leto 1418, kar kaže na postavitev zgradbe okoli leta 1420. Hiša ima štiri etaže, od tega sta spodnji dve sezidani iz peščenjaka, zgornji dve pa sta zgrajeni po sistemu predalčne lesene gradnje (Fachwerk). Čopasta streha nosi mansardo, obrnjeno na ulično stran. V 19. stoletju je bila rekonstruirana, saj so domnevali, verjetno napačno, da je bila tukaj Dürerjeva delavnica.
Leta 1501 jo je pridobil trgovec in astronom Bernard Walther. Sedanja oblika hiše sega v zgornjih nadstropjih, strešni površini in predvsem zaradi njene rekonstrukcije v ta čas. Walther je moral na mestno stran južnega zatrepa namestiti več manjših oken za astronomska opazovanja. V nürnberškem mestnem arhivu je pogodba s sosedi, s katero so prepovedali nova okna proti sosednji strehi. Uporaba hiše kot astronomskega observatorija je razvidna iz zgodovinskih upodobitev.
Leta 1509 je Walther z nakupno pogodbo hišo za 275 goldinarjev prodal družini Albrechta Dürerja. Kljub temu da je od takrat še vsaj 24-krat zamenjala lastnika (leta 1791 je v njej na primer živel tesar), je ostala v splošni zavesti kot Dürerjeva hiša. Joachim von Sandrart, pomemben baročni slikar in Dürerjev občudovalec, ustanovitelj Nürnberške akademije (Akademie der Bildenden Künste Nürnberg) ter avtor prve nemške Zgodovine umetnosti (1675) je v poglavju o Dürerju opisal njeno lokacijo tako dobro, da jo je lahko našel vsakdo. Leta 1828 je ob proslavi 300. obletnice Dürerjeve smrti mesto Nürnberg v leta 1826 pridobljeni hiši uredilo spominsko sobo. Ob 400. obletnici umetnikovega rojstva (1871) sta bila uporaba in vzdrževanje hiše prenesena na Združenje hiše Albrechta Dürerja (Albrecht-Dürer-Haus-Verein), ki jo od takrat vodi kot spomenik in muzej.
Hiša je kljub hudim poškodbam preživela skoraj popolno uničenje starega mestnega jedra Nürnberga ob koncu druge svetovne vojne. Še pred velikimi mestnimi cerkvami, mestno hišo in mestno knjižnico je bila ponovno odprta za javnost leta 1949. Na veliki razstavi v počastitev 500. obletnice rojstva je dobila leta 1971 sodoben prizidek. Njena osrednja točka je velik razstavni prostor, ki je bil spremenjen 1996/98 v dvorano za projekcije. 
Zdaj je hiša v zelo dobrem stanju predvsem zaradi obširnih sanacijskih posegov v 1990. letih.

## Lokacija
Hiša Albrechta Dürerja je v bližini cesarskega gradu, na ulici Albrechta Dürerja 39 (Albrecht-Dürer-Straße 39). Stoji na Tiergärtnertorplatz, ki s svojimi ohranjenimi stavbami spada med najlepše dele starega mesta. Prostor zato pogosto imenujejo Dürerplatz, čeprav je kraj s tem imenom južneje v smeri svetega Sebalda ob Dürerjevi župnijski cerkvi.

## Muzej
Dürerjeva hiša je v celoti edinstven muzej in spomin na enega najpomembnejših likovnih umetnikov zgodnje moderne umetnostne zgodovine.
Nad veliko dvorano v pritličju so v prvem nadstropju bolj ali manj izvirna kuhinja in dve tako imenovani Wandererzimmer – dnevni sobi iz leta 1870, navdihnjeni s historicistično-neogotskim slogom Friedricha Wandererja in značilnim poznosrednjeveškim zaporedjem stopnišč ter sob. Največji prostor v hiši je v drugem nadstropju. Zaradi svoje velikosti in severne osvetlitve bi bila lahko to Dürerjeva delavnica. V njej so razstavljeni orodje in material ter oprema za tiskanje, kot so bili v uporabi v njegovem času. V prostoru nasproti glavnega je prikazan tudi postopek tiskanja – lesorez in bakrene gravure.
Zaradi dolge zgodovine hiše kot muzeja in spomenika sta o posmrtnem življenju Albrechta Dürerja v umetnosti in kulturni zgodovini v poznejših stoletjih nastali posebna zbirka in tema razstave. V galerijskem prostoru na podstrešju načrtujejo v bližnji prihodnosti razstaviti kopije pomembnih Dürerjevih del, tudi z originali. Hiša je predvsem kraj, kjer je mogoče prikazati bogato bero grafične likovne umetnosti.
Hiša je prav tako preurejena v muzej z obsežnimi informacijskimi tablami, demonstracijo tiskarskih tehnik, avdio vodenjem, pa tudi "Agnes-Dürer" – vodenimi ogledi v zgodovinskih kostumih. Poleg tega je hiša osrednji objekt leta 2004 vzpostavljene Dürerjeve poti v obliki avdio vodnika po zgodovinskem mestu oziroma sprehoda po Dürerjevih stopinjah.

## Upravljanje
Od 1. avgusta 2009 je umetnostni zgodovinar Thomas Schauerte nov direktor Dürerjeve hiše in zbirke tiskovin in risb.

## Zgodovinske slike
- Tiergärtnertorplatz, detajl z Dürerjevo hišo, bakrorez (1714), J. A. Delsenbach
- Hiša Albrechta Dürerja, 1891
- Zgodovinska soba (1900) po konceptu W. Wandererja
- Posledice vojne, 1944
- Hiša maja 1959